# Bjuljbjulja
 Ovo je glavno značenje pojma Bjuljbjulja. Za istoimeno jezero pogledajte Bjuljbjulja (jezero).
Bjuljbjulja ili Bjuljbjuli (azerski: Bülbülə, ruski: Бюльбюля, Бюльбюли) je naselje gradskog tipa (ruski: посёлок городско́го ти́па) koji je administrativno potčinjen Surahanskome rajonu, jednom od 12 rajona Bakua, Azerbajdžan. Bjuljbjulja ima istoimenu željezničku stanicu.
Status naselja gradskoga tipa dobio je 1936. godine. 
Prema Velikoj sovjetskoj enciklopediji u Bjuljbulji su se nalazila postrojenja za proizvodnju strojeva, metala, asfalta i tkanine. Tada je proizvodnja nafte bila u tijeku.

## Stanovništvo
Prema statističkim podatcima iz 1893. godine, etnički sastav Bjuljbjulje su isključivo činili Tati.
| 1893. | 1959.  | 1970.  | 1979.  | 1989.  | 2011.  |
| ----- | ------ | ------ | ------ | ------ | ------ |
| 877   | 11.566 | 11.565 | 12.780 | 13.805 | 23.900 |